# Scandinavia
Scandinavia é uma vila localizada no estado norte-americano de Wisconsin, no Condado de Waupaca.

## Demografia
Segundo o censo norte-americano de 2000, a sua população era de 349 habitantes.
Em 2006, foi estimada uma população de 362, um aumento de 13 (3.7%).

## Geografia
De acordo com o United States Census Bureau tem uma área de
2,5 km², dos quais 2,2 km² cobertos por terra e 0,3 km² cobertos por água. Scandinavia localiza-se a aproximadamente 295 m acima do nível do mar.

## Localidades na vizinhança
O diagrama seguinte representa as localidades num raio de 16 km ao redor de Scandinavia.